# Herbert Norkus
Herbert Norkus (26. července 1916 Berlín – 24. ledna 1932 Berlín) byl členem Hitlerjugend, který byl zabit německými komunisty. Stal se vzorem a mučedníkem hitlerovské mládeže a jeho jméno a život bylo hodně používáno v nacistické propagandě, zejména v populárním románu a filmu Der Hitlerjunge Quex.

## Život
Norkus se narodil do dělnické rodiny v berlínské čtvrti Tiergarten. Údajně rád hrál na klavír a kreslil. Jeho otec byl zraněn v první světové válce a měl asi prokomunistické smýšlení. Podle oficiálních nacistických biografií se otec Norkuse zpočátku stavěl proti nacistickým aktivitám svého syna, který se připojil k organizaci Hitlerjugend, ale nakonec obrátil a stal se z něj také nacista. Norkusovi kamarádi ho přezdívali „Quex“, protože prý „plnil rozkazy rychleji než rtuť“ (německy Quecksilber).
Střety mezi hitlerovskou mládeží a komunistickým mládežnickým hnutím Rudé fronty (Rote Jungfront) byly tehdy stále častější, protože NSDAP a německá komunistická strana spolu v posledních dnech slábnoucí Výmarské republiky bojovaly o moc. Dne 24. ledna 1932 distribuoval 15letý Herbert Norkus a další členové Hitlerjugend letáky propagující nadcházející nacistické shromáždění. Na jejich skupinu zaútočili komunisté, Norkus se zprvu ubránil a utekl hledat pomoc do nedalekého domu. Muž v něm mu ale zabouchl dveře před nosem a Norkus byl poté pronásledujícími komunisty šestkrát pobodán. Po zoufalém bušení do dalších dveří mu otevřela žena, která se ho pokusila dostat do nemocnice. Po příjezdu ale Norkus zemřel.
Spisovatel Karl Aloys Schenzinger z něj hned v nacistickém románu Der Hitlerjunge Quex (1932) vytvořil vzor hitlerovské mládeže. Román byl pak povinnou četbou pro všechny členy Hitlerjugend. V roce 1933 byl natočen i stejnojmenný film režírovaný Hansem Steinhoffem, v němž hlavní roli otce chlapce ztvárnil Heinrich George. Během nacistického období bylo v Německu po Herbertu Norkusovi pojmenováno také mnoho škol, ulic a náměstí.